# Wolf Bachofner
Pour l’article homonyme, voir Anna Bachofner.
Wolf Bachofner est un acteur autrichien né à Vienne le 4 juillet 1961. Il est surtout connu pour son rôle d'Höllerer dans la série télévisée Rex, chien flic. 

## Biographie et carrière
Né à Vienne en 1961, Wolf Bachofner vit à Hanovre. Cependant, il travaille principalement dans son pays d'origine, l'Autriche.
Il reçoit sa formation d’acteur d'un professeur privé à Vienne. Il travaille ensuite au Landestheater de Linz, à Vienne, au Schauspielhaus de Francfort et à partir de 1997 au Deutsches Schauspielhaus de Hambourg où depuis 2001, il se produit régulièrement .
Il joue notamment dans La Cerisaie d'Anton Tchekhov, La Mort de Danton de Georg Büchner et La Nuit des rois de William Shakespeare .
Wolf Bachofner acquiert sa renommée internationale grâce à son rôle d'inspecteur Peter Höllerer dans la série Rex, chien flic, dans laquelle il a joué dans 60 épisodes.

## Films (sélection)
- 1984 : Fliehkraft de Nikolaus Leytner : Nisser
- 1987 : Vergiss Sneider ! de Götz Spielmann : Hackstock
- 1990 : Erwin und Julia de Götz Spielmann : Wolf<Stan lang="EN-US">1990: Erwin und Julia de
- 1990 : Die Spitzen der Gesellschaft de Franz Novotny : Stefan Schulz
- 1991 : Hund und Katz de Michael Sturminger : Klaus Schumann
- 1992 : Dead Flowers de Peter Ily Huemer : Ernst Fuchs
- 1992 : Der Nachbar de Götz Spielmann : Peter Thaler
- 1995 : Die Ameisenstraße de Michael Glawogger : Franz Zehrer
- 1996 : Jugofilm de Goran Rebic : Ajaccio
- 1997 : Qualtingers Wien de Harald Sicheritz : Werner Prinz
- 1999 : Jew-Boy Levi (Viehjud Levi) de Didi Danquart : Karl Wagner
- 2002 : Icarus (Ikarus) de Bernhard Weirather : Pietro Curcio
- 2008 : The reason why (Darum) de Harald Sicheritz : Daruio Carannante
- 2009 : Mein Kampf : Hildegard
- 2011 : Das Leben ist keine Autobahn de Dennis Albrecht : Mr King
- 2016 : Hanna’s sleeping dogs (Hanna’s schafende hunde) de Andreas Gruber : Stefan Strohmayer

## Téléfilms et séries télévisées (sélection)
- 1987: Tatort: Flucht in den Tod : le journaliste
- 1992 : Capuccino Melange de Paul Harather : le contrôleur
- 1993: Dieses naive Verlangen de Götz Spielmann : Werner
- 1994–1999: Rex, chien flic (série, 60 épisodes) : Peter Höllerer
- 1996 : Stockinger (trois épisodes) : Peter Höllerer
- 1997: Tatort: Eulenburg
- 2005: Ich bin ein Berliner de Franziska Meyer Price : le Dr Schreier
- 2005: SOKO Wismar: Notwehr : Otto Leska
- 2007: Vier Frauen und ein Dodesfall (Four women and a funeral) de Wolf Haas et Annemarie Mitterhofer : L’inspecteur Derringer
- 2006: Der Winzerkönig  (deux épisodes) : Dr Hans Sommer
- Depuis 2009: Schnell ermittelt: l’inspecteur Harald Franitschek
- 2010: Eichmanns Ende documentaire de Raymond Ley : Felix Shinnar
- 2014: Die Detektive (10 épisodes): Viktor Manos
- 2015: SOKO Stuttgart: Lügen: Robert Mayer
- 2016: SOKO Kitzbühel: Gottyater: Felix Hörtnagel
- 2019: Tatort: Baum fällt : Le policier

## Distinctions
- La médaille Josef-Kainz 1993 pour le rôle du sans-abri Hartmann dans la pièce Nach Aschenfeld de Friedrich Karl Waechter, Theater im Rabenhof
- Le Bayerischer Fernsehpreis 1995 (prix de la télévision bavaroise) pour Rex, chien flic, avec Tobias Moretti et Karl Markovics.